# Tales of the Green Beret
En 1965, le journaliste Robin Moore sort un livre intitulé Tales of the Green Berets qui devient très vite un best seller. Le phénomène va crescendo avec chanson, film et bien sûr comics strip et comic books.

## Le contexte
Robin Moore était un journaliste qui, grâce à l’appui de Robert Kennedy, un ami d’université, fut autorisé en 1963 à faire une enquête sur les forces spéciales américaines. Il put ainsi participer au programme d’entrainement appelé Q Course puis rejoignit le 5th Special Forces Group au Viêt Nam. La guerre n’en était encore qu’à ses balbutiements et les soldats américains servaient essentiellement d’instructeurs ou assuraient la protection de zones sensibles mais ne participaient pas directement aux combats.
L’une des actions de cette guerre étant aussi psychologique, les unités des Bérets verts étaient donc censées construire des dispensaires, tirer des lignes électriques, etc. C’est tout cela que Moore consigna dans son livre The Green Berets (au pluriel).
Lorsque l’ouvrage sortit en 1965, ce fut immédiatement un succès. À l’époque de la parution le conflit était cette fois-ci rentré dans une phase réellement guerrière mais n’était pas encore devenu impopulaire. 

Les pertes américaines sont encore limitées. Si l’on se réfère aux chiffres de Military Factory, on compte un peu plus de 200 morts américains en 1964. On est loin des chiffres de 1965 (près de 1 900) et a fortiori de 1968 (plus de 16 000).
Bref, cette idée d’un corps d’élite qui combat le communisme et aide les paysans asiatiques est populaire au pays de l’Oncle Sam.
Elle l’est tellement qu’en 1966 la chanson The Ballad of the Green Berets, chantée par le sergent Barry Sadler et coécrite par Robin Moore, va être #1 pendant 5 semaines au hit parade américain en détrônant Nancy Sinatra et These Boots are Made for Walkin’ et se vendre à 9 millions d’exemplaires .
Au même moment les Rolling Stones triomphaient avec Paint it Black, les Beatles, temps de guerre oblige, sortaient leur Revolver tandis que les Mamas and Papas venaient d’entrer dans l’histoire de la musique avec leur California Dreamin'.
Deux ans plus tard John Wayne sortira Les Bérets verts, éreinté par la critique, mais qui fut en 1968 le 11e film du box office américain.

## La bande dessinée
Pareil succès commercial ne pouvait laisser insensible l’industrie des comics. C’est le Chicago Tribune Syndicate qui prit l’initiative de la chose et opta dans un premier pour Neal Adams. Mais celui-ci trop pris par ses autres projets conseilla Joe Kubert. À l’époque, bien que travaillant pour la même maison, les deux hommes ne se connaissaient pas.
Adams glissa donc le nom de Kubert sur la seule qualité de ses dessins .
“Neal Adams and I were working for the same company, for DC Comics. (…) Neal was so wrapped up with what he was doing at the time, despite the fact that we didn’t know one another he knew of my work and suggested that the guys contact me, which they did.”
Après une première mouture de 72 strips commencée le 20 septembre 1965, la série est mise en veilleuse quelque temps puis redémarre le 4 avril 1966 sans interruption cette fois et avec en plus la fameuse Sunday page en couleurs.
La série est officiellement signée par Robin Moore mais le journaliste est sur d’autres projets. L’un aboutira à The French Connection: A True Account of Cops, Narcotics, and International Conspiracy et servir de base au célèbre film.
Si l’on en croit Joe Kubert, et pourquoi ne pas le faire, c’est Jerry Capp qui écrivit les différents épisodes du strip.
“Robin was not the author of the strip. The strip was actually a spin-off from the book and the guy who wrote it was Jerry Capp. (…) I know Jerry was involved. I’m not sure how much Robin’s involvement was. I don’t know what the business set-up was, where of course his name continued on the strip as the author but of course he did not actually write it.”
Kubert saute sur l’occasion. À l’époque, il n’est pas de meilleure reconnaissance que d’avoir son daily strip. C’est un témoignage que l’on retrouve chez tous les artistes de l’époque mais qui a bien changé depuis. Kubert ne déroge pas à cette règle.
“Every comic book artist at that time had a dream of getting into syndication, and it was exciting.”
Si au départ, le côté ‘Right or Wrong, my Country’ ne gêne pas Kubert, des dissensions commencent progressivement à apparaître.
‘The contract that I had with Jerry was that I would have last work in terms of the illustration to apply to the stories that he sent me, and invariably I tried to excise the political aspects of it. It was hell on wheels, I mean it was really difficult because Jerry’s a helluva nice guy.’
Kubert passe la main et c’est John Celardo, un solide artisan des comic strips qui illustra entre autres Tarzan, qui le remplace. Mais la série n’ira pas beaucoup loin. Nous sommes en 1968 et l’offensive du Tet vient de remettre profondément en cause la pertinence de la stratégie américaine.
Il n’en reste pas moins vrai que si ce strip commence et se termine au Viêt Nam, toutes les histoires ne se situent pas dans la péninsule indochinoise. Operation Oilspot se déroule, par exemple, en Amérique Centrale dans la république de San Marcos qui doit faire face à une rébellion communiste. De même, Freedom Flight est l’histoire d’une exfiltration de dissidents à Berlin-Est. Le héros de chacune de ses histoires est Chris Tower, un journaliste qui fait bien sûr penser à Robin Moore. Il est tantôt acteur et même prétexte comme lorsqu’il est enlevé (Chris Kidnapped), tantôt témoin.
La variété des sujets abordés est totale. Ainsi dans Kidnap Ksor Tonn, il est question de s’emparer d’un général nord-vietnamien, The Syndicate parle de la collusion entre la mafia et certains généraux sud-vietnamiens sur le trafic de drogue. Si la chose est aujourd’hui largement établie, en 1967 de telles allusions étaient jugées provocantes et anti-américaines.
Prince Synoc fait également croire que l'un des fils du roi de Thaïlande a fait défection et est passé du côté de l'Armée Thaïlandaise de Libération dont le but est d'instaurer une démocratie populaire au pays de l'éléphant blanc.
En un mot comme en cent, les scénarios ne sont pas aussi simplistes que l'on pourrait le croire de prime abord. Ces strips, bien que très laudateurs pour l’action des Bérets Verts, sont donc plus complexes qu’une simple bande patriotique ou nationaliste.
Ce ne sera pas le cas du comic book dont la réalisation est confiée à Sam Glanzman qui pastiche, avec plus ou moins de bonheur, le style de Kubert. Les histoires sont totalement univoques, ce qui a certainement nui au succès de la série, la guerre devenant de plus réellement impopulaire. Le cinquième et dernier numéro qui sort en janvier 1969, soit plus d’un an après le #4, n’est d’ailleurs constitué que de reprises.

## Comic strips
Dragon Lady Press sortia entre 1985 et 1987 plusieurs albums intitulés Best of, même chose pour les 3 albums Blackthorne (1986/1987). Enfin la société canadienne, Avalon Communications, publiera en 8 numéros à partir de 2000 plusieurs de comics strips sous forme de magazine.
En 1986, les éditions Gilou éditèrent une version française d’une partie des aventures de Chris Tucker sous le titre Forces Spéciales.
Les strips signés John Celardo ne sont pas ici comptabilisés.

### 1965
1.	Viet Cong Cowboy

### 1966
2.	Kidnap Ksor Tonn
3.	Sucker Bait
4.	Chris Kidnapped
5.	Project Oilspot

### 1967
6.	Freedom Flight
7.	The Syndicate
8.	Prince Synok

## Comic Books
Dessins de Sam Glanzman

### Tales of the Green Beret
#1er janvier 1967
1.	Operation Red-Eye – 8 planches
The Traitor – 10 planches
Mission Accomplished – 14 planches
Il s’agit de la même histoire divisée en 3 chapitres différents.
#2 mars 1967
- 2.	Operation: Ten Little Indians – 8 planches
- 3.	Find... Fix... Fight... Finish – 12 planches
- 4.	Jungle Justice – 12 planches

Bien qu’elles forment un cycle complet, ces 3 histoires peuvent se lire de manière indépendante.
#3 juin 1967
- 5.	The Charlie Trap – 11 planches
- 6.	Don't Call Me Chicken – 8 planches
- 7.	My Enemy - My Brother– 13 planches

#4 septembre 1967
- 8.	Operation Pacification – 12 planches
- 9.	Medic – 8 planches
- 10.	Second Chance – 12 planches